# Mniotype kobyakovi
Mniotype kobyakovi is een vlinder uit de familie uilen (Noctuidae). De wetenschappelijke naam is voor het eerst geldig gepubliceerd in 2014 door Anton V. Volynkin, Alexej Yu. Matov & Gottfried Behounek.

## Type
- holotype: "male, 19–25.VI.2011. genitalia slide A.V. Volynkin no. AV0692"
- instituut: ZISP, Sint-Petersburg, Rusland
- typelocatie: "Russia, Altai Rep., Ust-Koksa distr., 2 km SE Chendek vill., Terektinsky Ridge, 50°16’23.9’’ N, 85°55’50.8’’ E"